# チャン・シャルケン
チャン・シャルケン（Sjeng Schalken, 1976年9月8日 - ）は、オランダ・リンブルフ州ヴェールト出身の元男子プロテニス選手。自己最高ランキングはシングルス11位、ダブルス21位。ATPツアーでシングルス9勝、ダブルス6勝を挙げた。身長193cm、体重82kgの長身選手。右利き、バックハンド・ストロークは片手打ち。

## 来歴
チャン・シャルケンは4人兄弟の2番目の子供として生まれたが、一番上の兄はダウン症候群を患い、下の弟は15歳の時に癌で亡くなっている。そんな家庭環境の中で育った彼は、子供の頃から壁打ちでテニスを覚え、1994年全米オープンでジュニア男子シングルス部門を制し、この年に18歳でプロ入りした。1995年にツアー初優勝を記録し、1996年から男子テニス国別対抗戦・デビスカップオランダ代表選手に選ばれる。
シャルケンは、2000年ウィンブルドン選手権3回戦でマーク・フィリプーシスと対戦し、最終第5セットではタイブレークを行わないため（すなわち、どちらかが2ゲーム勝ち越すまで試合を続行する）、当時の大会史上最多ゲーム記録となる「83ゲーム」と試合時間5時間5分の末にフィリプーシスが 4-6, 6-3, 6-7, 7-6, 20-18で勝利をもぎ取った。この試合が行われたウィンブルドンの2番コートは満席になり、入場できない多数の観客に取り囲まれ、場外からも見えるスコアボードの数字にどよめくほどの盛り上がりだったという。その3ヶ月後、シャルケンはジャパン・オープン・テニス選手権で初優勝を飾った。
シャルケンの4大大会シングルス自己最高成績は、2002年全米オープン準決勝進出である。この1回戦で、シャルケンはフィリプーシスと対戦していたが、フィリプーシスが第4セット終了の時点で試合を途中棄権した。勢いづいたシャルケンは一気に自己最高のベスト4まで勝ち進んだが、準決勝でピート・サンプラスに6-7, 6-7, 2-6のストレートで敗れた。（サンプラスは続く決勝戦でアンドレ・アガシを破り、現役最後の試合を4大大会通算「14勝」の優勝で飾った。）2002年から2004年まで、シャルケンはウィンブルドン選手権で3年連続のベスト8進出を記録した。ダブルスでは、2001年全米オープン男子ダブルスでポール・ハーフース（同じオランダの選手）と組んでベスト4に入ったことがある。
チャン・シャルケンは2005年春から右アキレス腱の故障を抱え、2006年2月にベルガモで行われたチャレンジャー大会準決勝でシモーネ・ボレッリに4-6, 6-4, 5-7のスコアで敗れたのを最後に、翌2007年3月に30歳で現役引退を発表した。
オランダのプロテニス界には“ビッグ・サーバー”タイプが多く、1996年ウィンブルドン選手権優勝者リカルト・クライチェクや、2003年全仏オープン準優勝者マルティン・フェルカークもビッグ・サーバーである。

## ATPツアー決勝進出結果

### シングルス: 12回 (9勝3敗)
| 大会グレード                                  |
| グランドスラム (0-0)                          |
| テニス・マスターズ・カップ (0-0)              |
| ATPマスターズシリーズ (0-0)                   |
| ATPインターナショナルシリーズ・ゴールド (1-1) |
| ATPインターナショナルシリーズ (8–2)           |

| サーフェス別タイトル |
| ハード (6–2)         |
| クレー (1-0)         |
| 芝 (2-0)             |
| カーペット (0-1)     |

| 結果   | No. | 決勝日         | 大会               | サーフェス        | 対戦相手                   | スコア                  |
| ------ | --- | -------------- | ------------------ | ----------------- | -------------------------- | ----------------------- |
| 優勝   | 1.  | 1995年10月2日  | バレンシア         | クレー            | ギルベルト・シャーラー     | 6–4, 6–2                |
| 優勝   | 2.  | 1996年1月8日   | ジャカルタ         | ハード            | ユーネス・エル・アイナウイ | 6–3, 6–2                |
| 優勝   | 3.  | 1997年8月18日  | ボストン           | ハード            | マルセロ・リオス           | 7–5, 6–3                |
| 優勝   | 4.  | 1999年1月11日  | オークランド       | ハード            | トミー・ハース             | 6–4, 6–4                |
| 優勝   | 5.  | 2000年10月9日  | 東京               | ハード            | ニコラス・ラペンティ       | 6–4, 3–6, 6–1           |
| 準優勝 | 1.  | 2000年10月22日 | 上海               | ハード            | マグヌス・ノーマン         | 4–6, 6–4, 3–6           |
| 準優勝 | 2.  | 2001年8月13日  | ワシントンD.C.     | ハード            | アンディ・ロディック       | 2–6, 3–6                |
| 優勝   | 6.  | 2001年10月22日 | ストックホルム     | ハード            | ヤルコ・ニエミネン         | 3–6, 6–3, 6–3, 4–6, 6–3 |
| 優勝   | 7.  | 2002年6月17日  | スヘルトーヘンボス | 芝                | アルノー・クレマン         | 3–6, 6–3, 6–2           |
| 準優勝 | 3.  | 2002年10月6日  | モスクワ           | カーペット (室内) | ポール＝アンリ・マチュー   | 6–4, 2–6, 0–6           |
| 優勝   | 8.  | 2003年6月16日  | スヘルトーヘンボス | 芝                | アルノー・クレマン         | 6–3, 6–4                |
| 優勝   | 9.  | 2003年9月8日   | コスタ・ド・サイペ | ハード            | ライナー・シュットラー     | 6–2, 6–4                |

### ダブルス: 9回 (6勝3敗)
| 結果   | No. | 決勝日         | 大会               | サーフェス        | パートナー           | 対戦相手                                        | スコア         |
| ------ | --- | -------------- | ------------------ | ----------------- | -------------------- | ----------------------------------------------- | -------------- |
| 優勝   | 1.  | 1995年7月30日  | アムステルダム     | クレー            | マルセロ・リオス     | ウェイン・アーサーズ ニール・ブロード           | 7–6, 6–2       |
| 準優勝 | 1.  | 1998年9月20日  | タシュケント       | ハード            | ケネス・カールセン   | ステファノ・ペスコソリド ローレンス・ティレメン | 5–7, 6–4, 5–7  |
| 優勝   | 2.  | 1999年8月8日   | アムステルダム     | クレー            | ポール・ハーフース   | デビン・ボウエン イヤル・ラン                   | 6–3, 6–2       |
| 優勝   | 3.  | 2000年10月16日 | 上海               | ハード            | ポール・ハーフース   | ペトル・パラ パベル・ビズネル                   | 6–2, 3–6, 6–4  |
| 優勝   | 4.  | 2001年2月4日   | ミラノ             | カーペット (室内) | ポール・ハーフース   | ヨハン・ランツベルク トム・ファンハウト         | 7–6(5), 7–6(4) |
| 準優勝 | 2.  | 2001年3月11日  | スコッツデール     | ハード            | マルセロ・リオス     | ドナルド・ジョンソン ジャレッド・パーマー       | 6–7(3), 2–6    |
| 優勝   | 5.  | 2001年6月24日  | スヘルトーヘンボス | 芝                | ポール・ハーフース   | マルティン・ダム シリル・スーク                 | 6–4, 6–4       |
| 優勝   | 6.  | 2001年7月22日  | アムステルダム     | クレー            | ポール・ハーフース   | アレックス・コレチャ ルイス・ロボ               | 6–4, 6–2       |
| 準優勝 | 3.  | 2003年8月3日   | ロサンゼルス       | ハード            | ジョシュア・イーグル | ジャン＝マイケル・ギャンビル トラビス・パロット | 4–6, 6–3, 5–7  |

## 4大大会シングルス成績
略語の説明
| W | F | SF | QF | #R | RR | Q# | LQ | A | Z# | PO | G | S | B | NMS | P | NH |

W=優勝, F=準優勝, SF=ベスト4, QF=ベスト8, #R=#回戦敗退, RR=ラウンドロビン敗退, Q#=予選#回戦敗退, LQ=予選敗退, A=大会不参加, Z#=デビスカップ/BJKカップ地域ゾーン, PO=デビスカップ/BJKカッププレーオフ, G=オリンピック金メダル, S=オリンピック銀メダル, B=オリンピック銅メダル, NMS=マスターズシリーズから降格, P=開催延期, NH=開催なし.
| 大会           | 1994 | 1995 | 1996 | 1997 | 1998 | 1999 | 2000 | 2001 | 2002 | 2003 | 2004 | 2005 | 通算成績 |
| -------------- | ---- | ---- | ---- | ---- | ---- | ---- | ---- | ---- | ---- | ---- | ---- | ---- | -------- |
| 全豪オープン   | A    | A    | 1R   | 1R   | 1R   | 2R   | 2R   | 1R   | 1R   | 2R   | 4R   | 1R   | 6–10     |
| 全仏オープン   | LQ   | LQ   | 2R   | 1R   | 1R   | 3R   | 1R   | 2R   | 3R   | 3R   | A    | A    | 8–8      |
| ウィンブルドン | LQ   | 1R   | 1R   | 1R   | 1R   | 3R   | 3R   | 3R   | QF   | QF   | QF   | A    | 18–10    |
| 全米オープン   | LQ   | 1R   | 3R   | 2R   | 1R   | 1R   | 3R   | 3R   | SF   | QF   | A    | A    | 16–9     |